# Maximiliano Cantera
Marcos Maximiliano Cantera Mora, noto semplicemente come Maximiliano Cantera (Montevideo, 10 maggio 1993), è un calciatore uruguaiano, centrocampista del Danubio.

## Caratteristiche tecniche
È un esterno destro.

## Carriera
Cresciuto nel settore giovanile del Cerro Largo, ha esordito in prima squadra il 1º giugno 2013 disputando l'incontro di Primera División Profesional perso 1-0 contro il Danubio.